# El Amparo (Ricaurte)
Pour les articles homonymes, voir El Amparo et Amparo.
El Amparo est l'une des deux paroisses civiles de la municipalité de Ricaurte dans l'État de Cojedes au Venezuela. Sa capitale est El Amparo.

## Géographie

### Relief
Le relief de la paroisse civile est plat, entièrement constitué de plaines de pâturages typiques des paysages des Llanos.

### Hydrographie
Le territoire est bordé à l'ouest par le río Cojedes et son canal latéral.

### Démographie
Hormis sa capitale El Amparo, la paroisse civile ne possède aucune autre localité.